# Stiepan Rumowski

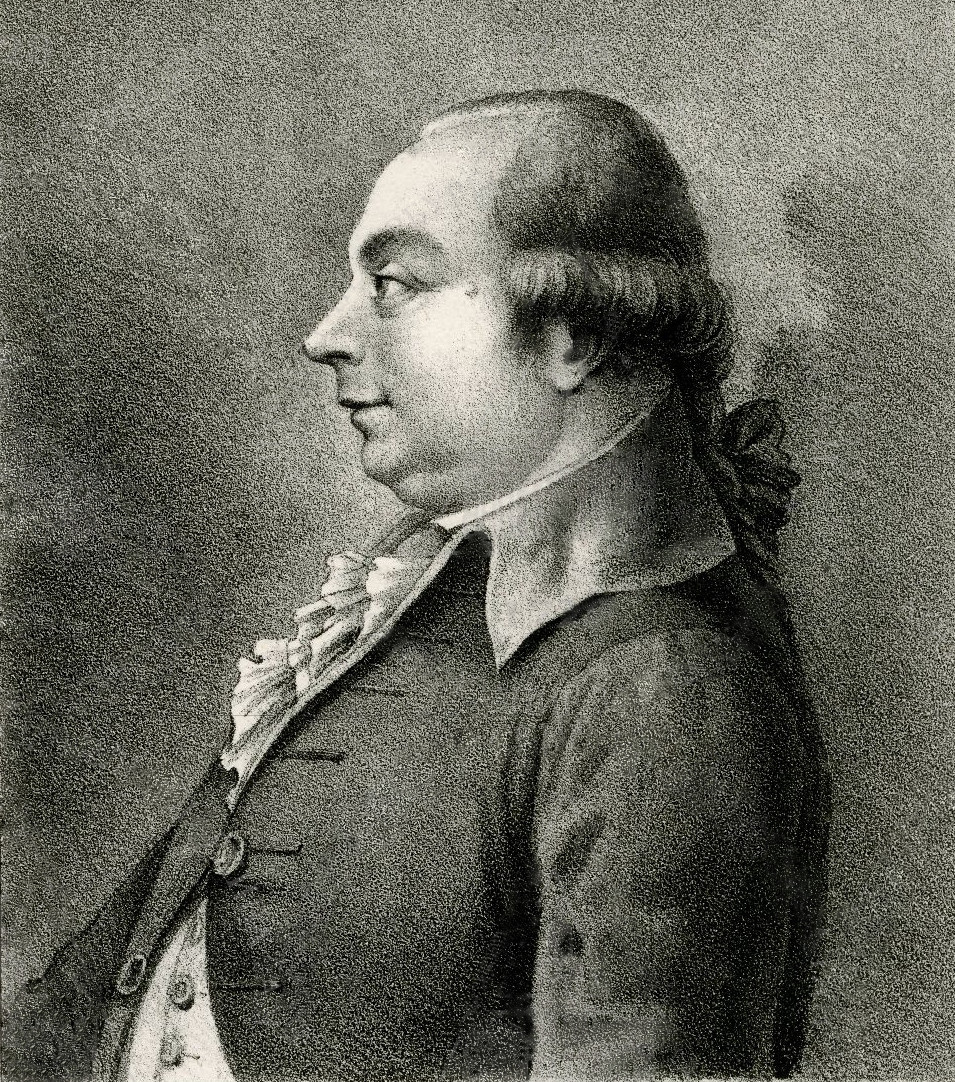
Stiepan Rumowski

Stiepan Jakowlewicz Rumowski (ur. 24 października 1734, zm. 6 lipca 1812) – rosyjski astronom i matematyk, profesor Uniwersytetu w Sankt Petersburgu. Członek Petersburskiej Akademii Nauk, w latach 1800–1803 jej wiceprzewodniczący. Kurator Uniwersytetu w Kazaniu. Uczeń Leonharda Eulera. Autor ponad 50 prac naukowych z dziedziny astronomii, matematyki, geodezji i fizyki. Rumowski był poliglotą, znał nie tylko języki nowożytne, ale również łacinę. Przetłumaczył na język rosyjski prace Tacyta, Georgesa-Louisa Leclerca i Leonharda Eulera.